# Orzivecchi
Orzivecchi – miejscowość i gmina we Włoszech, w regionie Lombardia, w prowincji Brescia.
Według danych na rok 2004 gminę zamieszkiwało 2286 osób, 254 os./km².